# Florian David Fitz
Florian David Fitz (* 20. listopadu 1974, Mnichov, Německo) je německý herec, scenárista, producent, režisér a zpěvák.

## Životopis
V roce 1996 odjel do Bostonu a začal se věnovat studiu herectví a zpěvu, nejprve hrál v divadle. Jeho rodiče vlastnili hotel v Mnichově. Ve filmu a v televizi je od roku 1999. Pro mladší publikum je známý díky tomu, že nazpíval písně k disneyovském filmu Tygrův příběh. Chtěl se vyvarovat zaměnění s německým hercem Florianem Fitzem, a tak si vybral jako druhé jméno David.
V říjnu 2009 se objevil ve filmu Mužská srdce spolu s Tilem Schweigerem a Christianem Ulmenem. Ve filmu Vincent jede k moři ztvárnil hlavní roli a taktéž k němu napsal scénář. V letech 2008 až 2011 si zahrál jednu z hlavních rolí v seriálu Deník doktorky. V roce 2011 se znovu setkal s Tilem Schweigerem ve filmu Srdce mužů... a jedna opravdová láska.
Rok 2012 znamenal jeho režisérský debut, a to komedii Ježíš mě miluje, kde i hrál. Film byl adaptací stejnojmenné knihy od Davida Safiera. Ve stejném roce nadaboval do němčiny postavu Jacka Frosta ve filmu Legendární parta. V roce 2016 režíroval film Nejkrásnější den a taktéž si v něm zahrál hlavní roli. V roce 2018 měl premiéru jeho další film, Bez věcí nad věcí, který opět režíroval, napsal a zahrál si v něm hlavní roli. Stejně jako ve filmu Nejkrásnější den byl i v tomto snímku jeho hlavním hereckým kolegou Matthias Schweighöfer.
Žije v Mnichově. Hovoří plynně anglicky a španělsky, hraje na saxofon a klavír. Jizvu na nose má od svých patnácti let, z nehody v domácnosti.

## Sociální angažovanost
Od dubna 2010 je patronem charitativní organizace InteressenVerband Tic & Tourette-Syndrom e.V., která podporuje tisíce lidí trpících Tourettovým syndromem. Od července 2010 také podporuje neziskovou organizaci Allgemeinhilfe Tic & ADHS e.V., která se o onemocnění odborně zajímá.

## Ocenění
V roce 2001 získal cenu Rising Movie Talents Award. V roce 2007 se objevil v hlavní roli filmu Meine verrückte türkische Hochzeit a získal cenu Adolfa Grimma. V roce 2008 byl za svou roli v seriálu Deník doktorky nominován na cenu Deutschen Fernsehpreis v kategorii nejlepší herec ve vedlejší roli.
V roce 2010 získal za svůj výkon ve filmu Vincent jede k moři filmovou cenu Bambi v kategorii národní herec.

## Filmografie
| Rok       | Název                                 | Role                      | Poznámky                                                       |
| --------- | ------------------------------------- | ------------------------- | -------------------------------------------------------------- |
| 2000      | Big Ben                               | Flo Scherer               | televizní seriál, epizoda: „www.mord.de“                       |
| 2000      | Das Psycho-Girl                       | Kevin                     | televizní film                                                 |
| 2000      | Hawaiian Gardens                      |                           |                                                                |
| 2001      | Ice Planet                            | Sam Rainsey               | v titulcích uveden jako „Florian Fitz jr.“                     |
| 2001      | Polizeiruf 110                        |                           | televizní seriál, epizoda: „Angst um Tessa Bülow“              |
| 2002      | Verdammt verliebt                     | Tom Severin               | televizní seriál                                               |
| 2003      | Einmal Bulle, immer Bulle             | Oliver Pfahl              | televizní seriál, epizoda: „Gier“                              |
| 2003      | Rychle do života                      | Kai Wendlandt             |                                                                |
| 2004      | Holky to chtěj taky 2                 | Lukas                     |                                                                |
| 2004      | Berlín, Berlín                        | Felix                     | televizní seriál, vedlejší role ve 4. sérii                    |
| 2004      | Schulmädchen                          | Florian                   | televizní seriál, epizoda: „Drei sind einer zuviel“            |
| 2005      | 3° Kälter                             | Olli Engel                |                                                                |
| 2005      | SOKO München                          | Sascha Jendras            | televizní seriál, epizoda: „Tödlicher Belcanto“                |
| 2005      | Cornwallská romance                   | Morris Green              | televizní film                                                 |
| 2005      | LiebesLeben                           | Malte                     | televizní seriál                                               |
| 2005      | Meine verrückte türkische Hochzeit    | Götz Schinkel             | televizní film                                                 |
| 2005      | Liebe hat Vorfahrt                    | Robert Mayer              | televizní film                                                 |
| 2005      | Ausgerechnet Weihnachten              | Fritz                     | televizní film                                                 |
| 2006      | Die ProSieben Märchenstunde           | princ Berthold            | televizní seriál, epizoda: „Dornröschen - Ab durch die Hecke!“ |
| 2006      | Eine Chance für die Liebe             | Alexander Roller          | televizní film                                                 |
| 2006      | Fast ein Volltreffer                  | Timo Hagemann             | televizní film                                                 |
| 2006      | Leon & Lara                           | Leon                      | televizní film                                                 |
| 2007      | Noch einmal zwanzig sein              | Hans Klein                | televizní film                                                 |
| 2007      | SOKO München                          | Rollo Hofer               | televizní seriál, díl: Heldentod                               |
| 2007-2009 | Doktor Martin                         | Nils Breitens             | televizní seriál                                               |
| 2008      | Die Liebe ein Traum                   | Max Lessing               | televizní film                                                 |
| 2008-2011 | Deník doktorky                        | doktor Marc Olivier Meier | televizní seriál, jedna z hlavních rolí                        |
| 2009      | Die Wölfe                             | Thomas Feiner             | televizní minisérie                                            |
| 2009      | Mužská srdce                          | Niklas Michalke           |                                                                |
| 2009      | Nachtschicht                          | Kraut                     | televizní seriál, epizoda: „Wir sind die Polizei“              |
| 2010      | Vincent jede k moři                   | Vincent                   | také scenárista                                                |
| 2010      | Amigo - Bei Ankunft Tod               | Jupp Sauerland            | televizní film                                                 |
| 2011      | Der Brand                             | Valentin Stein            |                                                                |
| 2011      | Srdce mužů... a jedna opravdová láska | Niklas Michalke           |                                                                |
| 2012      | Jak změřit svět                       | Carl Friedrich Gauss      |                                                                |
| 2012      | Ježíš mě miluje                       | Jeshua                    | také scenárista a režisér filmu                                |
| 2013      | Da geht noch was!                     | Conrad Schuster           | také spolupráce na scénáři                                     |
| 2014      | Lügen und andere Wahrheiten           | Andi                      |                                                                |
| 2014      | Cesta tam                             | Hannes                    |                                                                |
| 2014      | Lži vítězů                            | Fabian Groys              |                                                                |
| 2016      | Nejkrásnější den                      | Benno                     | také scenárista, režisér a koproducent                         |
| 2016      | Teror                                 | Lars Koch                 | televizní film                                                 |
| 2016      | Vítejte u Hartmannů                   | Philipp Hartmann          |                                                                |
| 2016      | Kästner und der kleine Dienstag       | Erich Kästner             | televizní film                                                 |
| 2018      | Bez věcí nad věcí                     | Paul                      | také režisér a scenárista                                      |
| 2018      | A co třeba Adolf?                     | Thomas Böttcher           |                                                                |
| 2019      | Téměř dokonalá tajemství              | Pepe Deneke               |                                                                |
| 2022      | Oskars Kleid                          | otec                      |                                                                |
| 2022      | Der Nachname                          | Thomas Böttcher           |                                                                |
| 2023      | Wochenendrebellen                     | Mirco                     |                                                                |